# Giovanni Scalese
Giovanni Scalese CRSP (ur. 19 sierpnia 1955 w Rzymie) – włoski duchowny rzymskokatolicki, barnabita, superior misji „sui iuris” Afganistanu od 2014.

## Życiorys
Święcenia kapłańskie otrzymał 20 czerwca 1981 jako członek Zgromadzenia Księży świętego Pawła – Barnabitów (B). W dniu 4 listopada 2014 papież Franciszek mianował go Superiorem Afganistanu. Urząd objął w dniu 11 stycznia 2015.